# 佛教聖地
佛教聖地是指佛教的聖地，佛教三大传承都有各自的圣地。

## 东南亚、南亚地区
佛教起源于印度，遍佈东南亚、南亚地区，故这一大片地区的佛教故地很多，部分还是佛陀住世时期，安住、宣法、巡遊时的圣地，其中著名的有：
- 八大聖地：這是佛經中提到的釋迦牟尼生活過的八個地方。最重要的有四個：
  - 藍毗尼園（梵語：Lumbinī）：释迦牟尼出生地；
  - 菩提伽耶（Buddha-gayā）：释迦牟尼成道處；
  - 鹿野苑（Saraṅga-nāthá）：释迦牟尼初轉法輪處；
  - 拘尸那揭羅（Kuśi-nagara）娑羅雙樹：释迦牟尼佛涅槃處。
- 如舍卫城、摩揭陀国王舍城（Rajgir）、祗园精舍、斯里兰卡圣足山等，也和佛陀有关。

《佛說八大靈塔名號經》亦有相關偈語記載：
淨飯王都迦毗城 龍彌儞園佛生處
摩伽陀泥連河側 菩提樹下成正覺
迦屍國波羅柰城 轉大法輪十二行
舍衛大城祇園內 遍滿三界現神通
桑迦屍國曲女城 忉利天宮而降下
王舍大城僧分別 如來善化行慈悲
廣嚴大城靈塔中 如來思念壽量處
另外，印度、斯里兰卡、缅甸等南传佛教地区也留有很多和佛教相关的故址，如祗陀林佛塔等、阿育王塔、大寺。

## 东亚地区
东亚地区流行北传大乘佛教，圣地多与佛陀、菩萨有关。
汉地以四大菩萨道场最有名：
- 四大菩薩道場
  - 五台山：位于山西五台县，为文殊菩萨道场，佛陀在经中预言了此地是文殊道场。
  - 峨嵋山：位于四川峨眉山市，为普贤菩萨道场。
  - 普陀山：位于浙江舟山市，为观音菩萨道场，佛经中预言了印度的普陀洛伽山，因有不肯去觀音的事跡，汉地僧人認為舟山“梅岑山”即爲普陀山，後此地就成为了观音菩萨的应化道场。[1]
  - 九华山：位于安徽青阳县，为地藏菩萨道场。
- 鸡足山，佛经记载爲大迦叶尊者安住处，漢地認為就在云南宾川鸡足山，此地同时也是南传佛教、汉传佛教、藏传佛教的交汇地。

藏地的圣地有：
- 布达拉宫，“布达拉”即“普陀洛（迦）”，其名称和普陀山有同一源头，同被视为观音道场。
- 冈仁波齐峰，藏人之中，佛教、苯教都以此爲圣地。
- 纳木错湖

## 引用注釋
1. ↑  見：橋本進吉，《橋本進吉博士著作集》〈慧蕚和尚年譜〉12葉.岩波書店. 1972年（原著1922年）；《佛祖统纪》卷四十二、《佛祖历代通载》卷二十三、《释氏稽古略》卷三、日本《橋本進吉博士著作集·慧蕚和尚年譜》、日本《元亨釋書》；陈翀.慧萼东传〈白氏文集〉及普陀洛迦开山考